# Сезьківська сільська рада
Се́зьківська сільська́ ра́да — адміністративно-територіальна одиниця та орган місцевого самоврядування в Ічнянському районі Чернігівської області. Адміністративний центр — село Сезьки.

## Загальні відомості
- Територія ради: 31,208 км²
- Населення ради: 663 особи (станом на 2001 рік)

Сезьківська сільська рада зареєстрована 1936 року. Стала однією з 27-ти сільських рад Ічнянського району і одна з 19-ти, яка складається більше, ніж з одного населеного пункту.
На території сільради діє Сезьківська ЗОШ І-ІІ ст.

## Населені пункти
Сільській раді підпорядковані населені пункти:
- с. Сезьки (265 осіб)
- с. Гейці (118 осіб)
- с. Дзюбівка (142 особи)
- с-ще Коломійцеве (66 осіб)
- с. Тишківка (72 особи)

## Склад ради
Рада складається з 12 депутатів та голови.
- Голова ради: Селюх Ольга Іванівна

### Керівний склад попередніх скликань
| Прізвище, ім'я, по батькові | Основні відомості                                                               | Дата обрання | Дата звільнення |
| --------------------------- | ------------------------------------------------------------------------------- | ------------ | --------------- |
| Селюх Ольга Іванівна        | Сільський голова, 1961 року народження, освіта середня спеціальна, позапартійна | 26.03.2006   | 31.10.2010      |
| Селюх Ольга Іванівна        | Сільський голова, 1961 року народження, освіта середня спеціальна, позапартійна | 31.10.2010   |                 |

Примітка: таблиця складена за даними сайту Верховної Ради України

### Депутати
За результатами місцевих виборів 2010 року депутатами ради стали:

#### За суб'єктами висування
| Суб'єкт висування | Кількість обраних депутатів | %  |
| ----------------- | --------------------------- | -- |
| Самовисування     | 9                           | 75 |
| Партія регіонів   | 3                           | 25 |

#### За округами
| № округу        | Прізвище, ім'я, по батькові  | Дата визнання обраним | Освіта  | Партійна приналежність           | Відомості про обраного депутата                                                    |
| --------------- | ---------------------------- | --------------------- | ------- | -------------------------------- | ---------------------------------------------------------------------------------- |
| Партія регіонів |                              |                       |         |                                  |                                                                                    |
| 5               | Черненко Наталія Йосипівна   | 04.11.2010            | вища    | позапартійна                     | пенсіонер                                                                          |
| 10              | Підгайна Ольга Леонідівна    | 04.11.2010            | середня | член Партії регіонів             | тимчасово не працює                                                                |
| 12              | Барсук Валентина Василівна   | 04.11.2010            | середня | член Партії регіонів             | в/ч А 1479, завідувачка сховища                                                    |
| Самовисування   |                              |                       |         |                                  |                                                                                    |
| 1               | Хільчевська Леся Василівна   | 04.11.2010            | середня | позапартійна                     | ФОП Логінова А.Ю, продавець                                                        |
| 2               | Діброва Ольга Павлівна       | 04.11.2010            | середня | член Партії регіонів             | ФОП Логінова А.Ю, продавець                                                        |
| 3               | Куліш Олександр Миколайович  | 04.11.2010            | середня | позапартійний                    | тимчасово не працює                                                                |
| 4               | Завгородня Лідія Василівна   | 04.11.2010            | вища    | член Української Народної Партії | Сезьківська загальноосвітня школа І ст., завідувачка                               |
| 6               | Геєць Наталія Василівна      | 04.11.2010            | вища    | позапартійна                     | Сезьківська сільська рада, секретар                                                |
| 7               | Панічевська Лідія Іванівна   | 04.11.2010            | вища    | позапартійна                     | пенсіонер                                                                          |
| 8               | Протащук Антоніна Миколаївна | 04.11.2010            | середня | позапартійна                     | Полтавська дирекція залізничних перевезень, чергова стрілоч. поста ст. Коломійцеве |
| 9               | Бурячок Микола Миколайович   | 04.11.2010            | середня | позапартійний                    | в/ч А 1479, охоронець                                                              |
| 11              | Селюх Тетяна Олексіївна      | 04.11.2010            | середня | позапартійна                     | Ічнянський ЦСЗ населення, соціальний робітник                                      |